# Daigo Nishi
Daigo Nishi (西 大伍, Daigo Nishi, Sapporo, 28 augustus 1987) is een Japans voetballer die als verdediger speelt bij Vissel Kobe.

## Clubcarrière
Nishi speelde tussen 2006 en 2010 voor Consadole Sapporo en Albirex Niigata. Hij tekende in 2011 bij Kashima Antlers.

## Japans voetbalelftal
Nishi debuteerde in 2011 in het Japans nationaal elftal en speelde 2 interlands.

## Statistieken
| Japans voetbalelftal | Japans voetbalelftal | Japans voetbalelftal |
| Jaar                 | Wed.                 | Dlp.                 |
| -------------------- | -------------------- | -------------------- |
| 2011                 | 1                    | 0                    |
| 2012                 | 0                    | 0                    |
| 2013                 | 0                    | 0                    |
| 2014                 | 0                    | 0                    |
| 2015                 | 0                    | 0                    |
| 2016                 | 0                    | 0                    |
| 2017                 | 0                    | 0                    |
| 2018                 | 0                    | 0                    |
| 2019                 | 1                    | 0                    |
| Totaal               | 2                    | 0                    |